# 조선방직 야구단
조선방직 야구단은 1955년 춘계연맹전에 참가했던 실업 야구단이다.